# Saint-Laurent-des-Bois (Loir-et-Cher)
Saint-Laurent-des-Bois – miejscowość i gmina we Francji, w Regionie Centralnym, w departamencie Loir-et-Cher.
Według danych na rok 1990 gminę zamieszkiwało 209 osób, a gęstość zaludnienia wynosiła 11 osób/km² (wśród 1842 gmin Regionu Centralnego Saint-Laurent-des-Bois plasuje się na 930. miejscu pod względem liczby ludności, natomiast pod względem powierzchni na miejscu 694.).